# Liederista
Liederista é uma denominação estritamente musical, aplicada ao cantor lírico que dedica parte ou a totalidade da sua atividade profissional à canção de câmara, também denominada lied. Pode ter registo de soprano, mezzosoprano, contralto, tenor, barítono ou baixo.
O termo é uma adaptação do alemão "Liedersänger" (cantores de canções). Um Liederista é um termo italiano que se aplica ao que canta canções separadas ou os ciclos (Winterreise, Die schöne Müllerin, Liederkreis, Dichterliebe, etc) mais afamados de Beethoven, Schubert, Robert Schumann, Hugo Wolf, Mahler, Richard Strauss e outros compositores.
Entre os mais destacados Liederistas do século XX podem mencionar-se a Hans Hotter, Dietrich Fischer Dieskau, Hermann Prey, Fritz Wunderlich, Elisabeth Schwarzkopf, Christa Ludwig, Lotte Lehmann, Janet Baker, Peter Schreier e Victoria dos Anjos.
Na atualidade o género conta com expoentes como Thomas Hampson, Ian Bostridge, Thomas Quasthoff, Christian Gerhaher, Gerald Finley, Jessye Norman, Barbara Hendricks, Renée Fleming, Anne Sofie von Otter e Christoph Prégardien.

## Nota
- Este artigo foi inicialmente traduzido, total ou parcialmente, do artigo da Wikipédia em castelhano cujo título é «Liederista», especificamente desta versão.